# Sucre mascavat

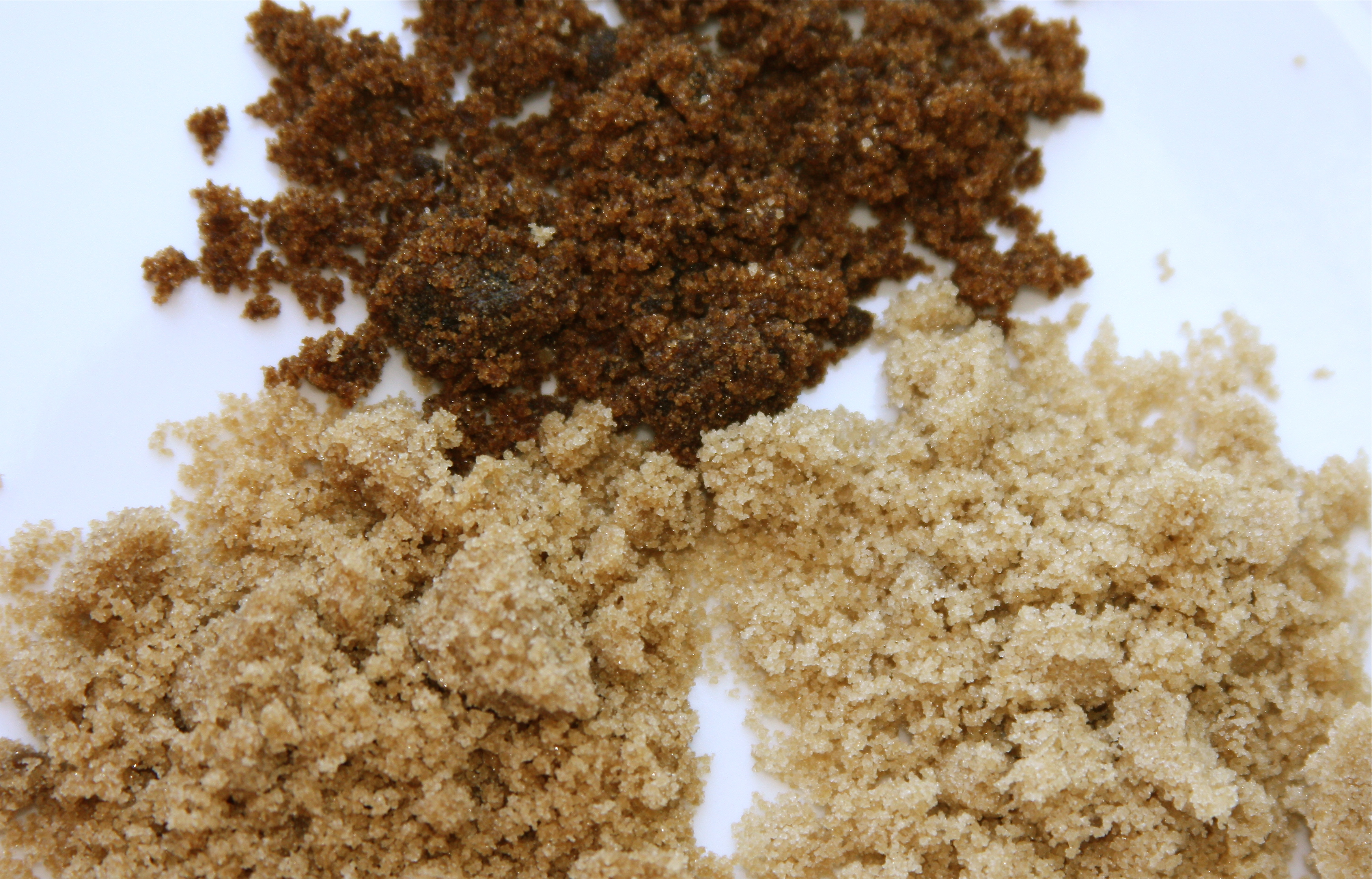
Tipus de sucre marró: mascavat (superior), marró fosc (esquerra), marró lleuger (dreta)

El sucre mascavat, també Khandsari i Khand, és un tipus de sucre que està parcialment refinat o no refinat amb un contingut alt contingut en melassa i de sabor fort.
És tècnicament considerat un sucre morè no centrifugat o centrifugat, refinat parcialment segons el procés utilitzat pel fabricant. 
Aquest sucre conté nivells elevats de diversos minerals en comparció amb el sucre blanc processat, i es considera més sa.
El productor més gran i consumidor de sucre mascavat és a l'Índia.

## Terminologia
Els noms d'origen anglesos i indis per aquest tipus de sucre és Khandsari i Khand. Dins d'altres formes d'anglès el nom és Muscovado, el qual deriva del portuguès açúcar mascavado (sucre no refinat).

## Producció
El sucre mascavat està elaborat amb suc de canya de sucre que s'evapora fins que es produeix la cristal·lització. La solució de cristalls i melasses s'anomena massecuite. Al segle xix es van utilitzar diverses tècniques per a la producció de sucre, avui en dia el sucre mascabado es produeix per mitjà de tres mètodes principals:
- El mètode de producció manual consisteix en cristal·litzar (granular) el massecuite refrigerant-lo en paelles i tallant-lo contínuament, movent-lo amb una espàtula gran (normalment a l'Índia) o pressionant-la amb els peus (típicament a l'Àfrica).
- El mètode de centrifugació industrial es va inventar de finals del segle xviii a principis del segle xix, en què es va cristal·litzar la massecuite mitjançant una centrífuga per separar un sòlid ric en cristalls, el qual és escorregut de la seva melassa en un contenidor sota gravetat.
- El mètode industrial modern fa servir una assecadora d'esprai.

Massecuite també es fa servir en la producció de jaggery, en què es col·loca directament en motlles.
La quantitat de productes aconseguits depèn de la riquesa en sacarosa de la canya de sucre i del pes del suc extret per tona, entre d'altres. Els valors esperats de producció poden estar entre 91 i 138 kg per tona de canya.

## Usos
S'utilitza en l'àmbit alimentari i en la pastisseria. També en a la fabricació de rom i altres formes d'alcohol.